# Louis Réard
Louis Réard (1897 - 1984) va ser un enginyer d'automòbils francès fins al principi de la dècada de 1940, a partir d'aleshores va esdevenir dissenyador de vestits i va començar a fer vestits de bany. Es va fer famós pel llançament, l'any 1946, del bikini, tal com ell mateix el va anomenar, de dues peces.

## Llançament del biquini
Réard, a la dècada de 1940, es va ocupar del negoci de cotilleria que era propietat de la seva mare el negoci estava situat prop de Les Folies Bergère (París)s de París i va esdevenir un dissentador de vestits. Quan es trobava a les platges de Saint Tropez, es va adonar que les dones enrotllaven cap amunt els seus vestits de bany per a bronzejar-se millor i exposaven el seu melic, la qual cosa el va inspirar a dissenyar un vestit de bany que deixés el melic a la vista.
El maig de 1946, Jacques Heim produí un vestit de bany de dues peces que ell va anomenar "Atome", i que va anunciar com "el vestit de bany més petit del món". La part de baix del vestit de bany de Heim era prou grossa per a cobrir el melic.
Réard de seguida va produir el seu propi disseny que consistia en quatre triangles de roba de només 30 cm2 en total. Com que Réard no va trobar cap model coneguda que volgués exhibir el seu biquini va escollir una stripper de 19 anys anomenada Micheline Bernardini from the Casino de Paris to model it. Réard va presentar, a París el 5 de juliol de 1946, el seu nou vestit de bany sota el nom de bikini al públic i els mitjans de comunicació en la popular piscina parisenca, Piscine Molitor. D'una manera similar a com ho va fer Heim, Réard llogà els seus avions d'anunci que van volar per la Riviera francesa amb l'eslògan "més petit que el vestit de bany més petit del món."
Si bé des de la dècada de 1930 ja hi havia vestits de bany de dues peces, el biquini de Réard va resultar controvertit per deixar, per primera vegada, el melic a l'aire
.
Réard va mantenir oberta una botiga a París on durant 40 anys va vendre biquinis.